# فرانک گریفین
فرانک گریفین (انگلیسی: Frank Griffin؛ ‏ ۱۷ سپتامبر ۱۸۸۶ – ۱۷ مارس ۱۹۵۳) کارگردان فیلم، بازیگر، فیلم‌نامه‌نویس و تهیه‌کننده فیلم اهل ایالات متحده آمریکا بود.
از فیلم‌هایی که وی در آن‌ها نقش داشته‌است، می‌توان به عاشقانه‌ای در بروئری‌تاون، شرافت پلیس، سلطان آشپزخانه، شیران و بانوان، غول آدم‌خوار، پپه‌ها در ساحل، وقتی بازیگر ناشی بازمی‌گردد، ماجرای یک ابله، سنجاق شانس میاره، هشدار سبز، کرم‌ها حمله خواهند کرد، آنها شبیه به هم بودند و عروس ربوده‌شده اشاره نمود.